# Rajd Chorwacji

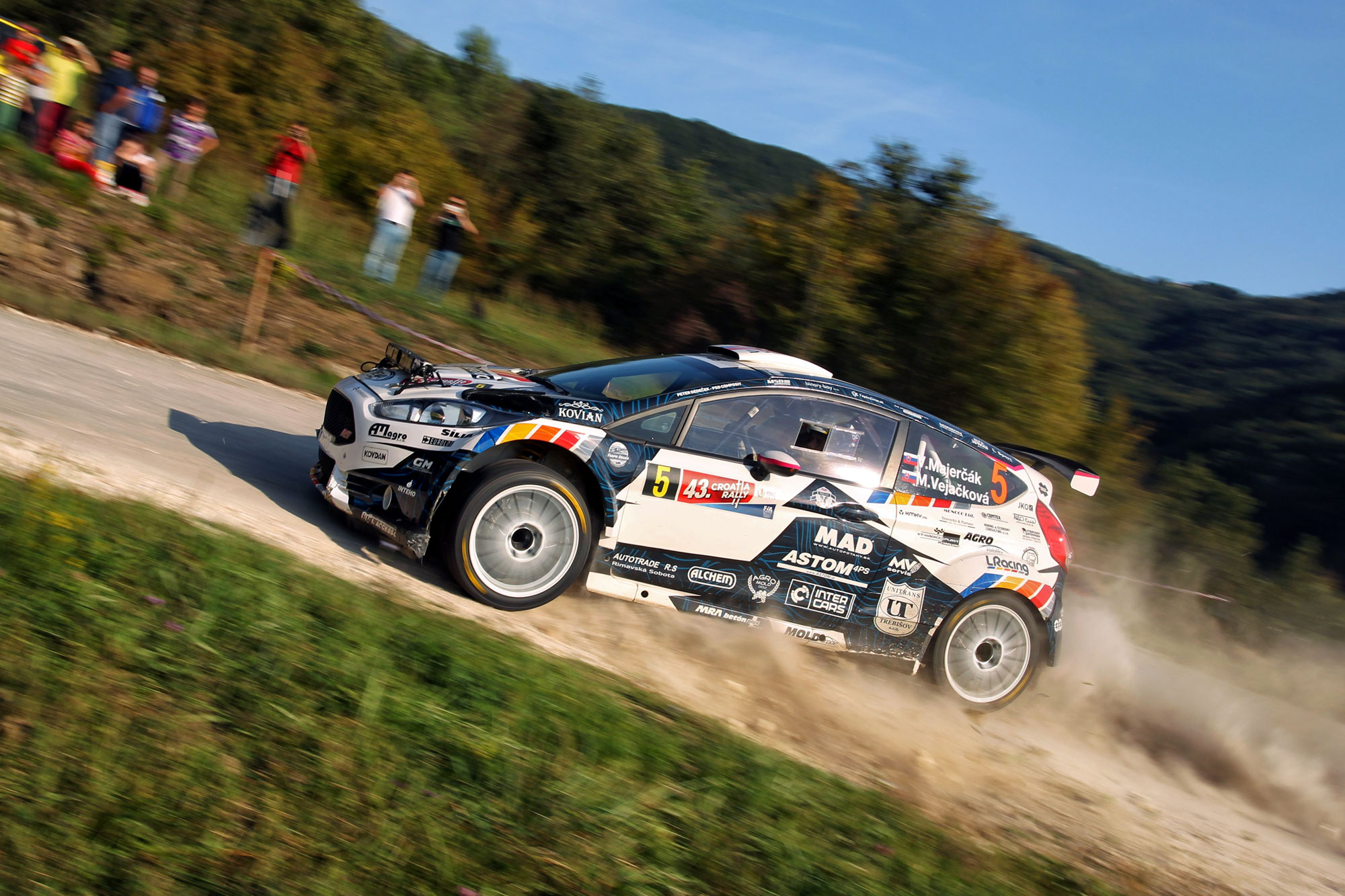
Vlastimil Majerčák podczas Rajdu Chorwacji w 2016 roku

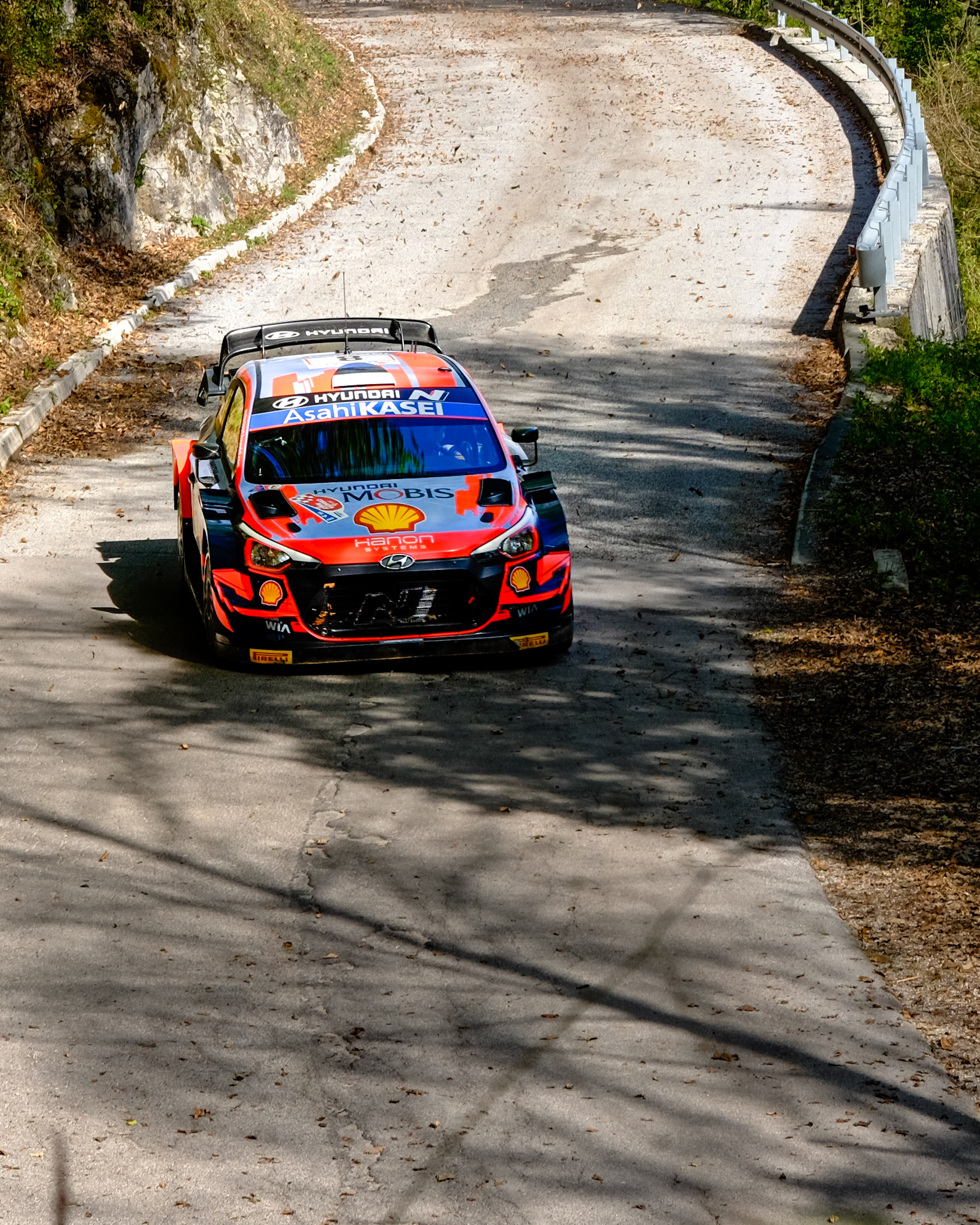
Ott Tänak podczas Rajdu Chorwacji w 2021 roku

Rajd Chorwacji, oficj. INA Delta Rally – chorwacki rajd samochodowy, odbywający się od 1974 roku jako eliminacja mistrzostw Chorwacji. Stanowił również eliminację mistrzostw Europy, Jugosławii, Austrii, Słowenii i Pucharu Mitropa.

## Zwycięzcy[3]
| Rok  | Kierowca             | Pilot              | Samochód                       | Zespół                      | Kategoria          |
| ---- | -------------------- | ------------------ | ------------------------------ | --------------------------- | ------------------ |
| 1974 | Tomislav Markt       | Milena Markt       | BMW 1600                       |                             | RMJ                |
| 1975 | Aleksandar Mačešić   | Mladen Lovrić      | Datsun 1200                    |                             | RMJ                |
| 1976 | Berislav Modrić      | Ivica Nauković     | Fiat 128 Sport Coupé           |                             | RMJ                |
| 1977 | Aleš Pušnik          | Rudi Šali          | Renault 5 Alpine               | AMD Škofja Loka             | RMJ                |
| 1978 | Aleš Pušnik          | Rudi Šali          | Renault 5 Alpine               | AMD Škofja Loka             | RMJ                |
| 1979 | Borko Skurić         | Boris Franić       | Opel Kadett GT/E               | Velika Gorica               | RMJ                |
| 1980 | Leon Poberaj         | Marijetka Poberaj  | Zastava 101                    | AMD Slovenija Avto          | RMJ                |
| 1981 | Leon Poberaj         | Marijetka Poberaj  | Zastava 101                    | AMD Slovenija Avto          | RMJ                |
| 1982 | Borko Skurić         | Boris Franić       | Opel Kadett GT/E               | Velika Gorica               | RMJ                |
| 1983 | Branislav Küzmič     | Rudi Šali          | Renault 5 Turbo                |                             | RMJ                |
| 1984 | Branislav Küzmič     | Rudi Šali          | Renault 5 Turbo                |                             | RMJ                |
| 1985 | Branislav Küzmič     | Rudi Šali          | Renault 5 Turbo                |                             | RMJ                |
| 1986 | Romana Zrnec         | Špela Kožar        | Renault 11 Turbo               |                             | RMJ                |
| 1987 | Branislav Küzmič     | Janez Banič        | Renault 5 GT Turbo             | ARD Kompas - Hertz          | RMJ                |
| 1988 | Branislav Küzmič     | Janez Banič        | Renault 5 GT Turbo             | ARD Kompas - Hertz          | RMJ                |
| 1989 | Tihomir Filipović    | Davor Devunić      | Lancia Delta Integrale         | AMD INA Zagreb              | RMJ                |
| 1990 | Tihomir Filipović    | Saša Ačimović      | Lancia Delta Integrale         | AMD INA Zagreb              | RMJ                |
| 1991 | Tihomir Filipović    | Roberta Merluzzi   | Lancia Delta Integrale 16V     | AMD INA Zagreb              | RMJ                |
| 1992 | Žarko Šepetavc       | Nenad Krlić        | Lancia Delta Integrale         |                             | ERC, RMC           |
| 1993 | Raimund Baumschlager | Klaus Wicha        | Ford Escort RS Cosworth        | Red Bull Motorsport         | ERC, RMC, RMS, RMA |
| 1994 | Niko Pulić           | Davor Devunić      | Lancia Delta HF Integrale      | AMK INA Delta               | ERC, RMC, RMS      |
| 1995 | Niko Pulić           | Davor Devunić      | Lancia Delta HF Integrale      | AK Zelina                   | ERC, RMC, RMS      |
| 1996 | Kurt Göttlicher      | Josef Pointinger   | Ford Escort RS Cosworth        |                             | ERC, RMC           |
| 1997 | Dave Pattison        | Nenad Krlić        | Ford Escort RS Cosworth        | E.A.R.S. Motorsport         | ERC, RMC           |
| 1998 | Enrico Bertone       | Massimo Chiapponi  | Toyota Celica GT-Four          | JM Engineering              | ERC, RMC, RMS      |
| 1999 | Enrico Bertone       | Fulvio Florean     | Renault Mégane Maxi            | Pro Motor Sport             | ERC, RMC, RMS      |
| 2000 | Bert de Jong         | Ton Hillen         | Subaru Impreza S4 WRC ’98      |                             | ERC, RMC, RMS      |
| 2001 | Krum Donczew         | Rumen Manołow      | Peugeot 306 Maxi               |                             | ERC, RMC           |
| 2002 | Leszek Kuzaj         | Erwin Mombaerts    | Toyota Corolla WRC             |                             | ERC, RMC           |
| 2003 | Václav Pech          | Petr Uhel          | Ford Focus RS WRC '02          | Czech National Eurooil Team | ERC, RMC           |
| 2004 | Juraj Šebalj         | Toni Klinc         | Subaru Impreza STi N10         | AK Delta                    | RMC                |
| 2005 | Juraj Šebalj         | Toni Klinc         | Citroën C2 S1600               | AK Ad-Astra                 | RMC                |
| 2006 | Václav Pech          | Petr Uhel          | Mitsubishi Lancer Evo IX       | Czech National Team         | RMC                |
| 2007 | Juraj Šebalj         | Toni Klinc         | Mitsubishi Lancer Evo IX       | AK Sljeme                   | ERC, RMC, RMS      |
| 2008 | Corrado Fontana      | Renzo Casazza      | Fiat Abarth Grande Punto S2000 | Bluthunder Racing Italy     | ERC, RMC           |
| 2009 | Krum Donczew         | Petar Jordanow     | Peugeot 207 S2000              | Prista Oil Rally Team       | ERC, RMC           |
| 2010 | Luca Rossetti        | Matteo Chiarcossi  | Fiat Abarth Grande Punto S2000 | Ateneo                      | ERC, RMC           |
| 2011 | Luca Rossetti        | Matteo Chiarcossi  | Fiat Abarth Grande Punto S2000 | National Proklama           | ERC, RMC           |
| 2012 | Juho Hänninen        | Mikko Markkula     | Škoda Fabia S2000              | Škoda Motorsport            | ERC, RMC           |
| 2013 | Jan Kopecký          | Pavel Dresler      | Škoda Fabia S2000              | Škoda Motorsport            | ERC, RMC, RMS      |
| 2014 | Juraj Šebalj         | Toni Klinc         | Mitsubishi Lancer Evo IX       | AKK Sveta Nedelja           | RMC                |
| 2015 | Murat Bostanci       | Onur Vatansever    | Ford Fiesta R5                 | Castrol Ford Team Türkiye   | RMC, RMS           |
| 2016 | Vlastimil Majerčák   | Michaela Vejačková | Ford Fiesta R5                 | L Racing Team               | RMC, RMS           |
| 2017 | Dávid Botka          | Márk Mesterházi    | Škoda Fabia R5                 | Botka Rallye Team           | RMC, RMS           |
|      |                      |                    |                                |                             |                    |
| 2021 | Sébastien Ogier      | Julien Ingrassia   | Toyota Yaris WRC               | Toyota Gazoo Racing WRT     | WRC                |
| 2022 | Kalle Rovanperä      | Jonne Halttunen    | Toyota GR Yaris Rally1         | Toyota Gazoo Racing WRT     | WRC                |
| 2023 | Elfyn Evans          | Scott Martin       | Toyota GR Yaris Rally1         | Toyota Gazoo Racing WRT     | WRC                |
| 2024 | Sébastien Ogier      | Vincent Landais    | Toyota GR Yaris Rally1         | Toyota Gazoo Racing WRT     | WRC                |

- WRC – Rajdowe mistrzostwa świata
- ERC – Rajdowe Mistrzostwa Europy
- RMC – Rajdowe mistrzostwa Chorwacji
- RMS – Rajdowe mistrzostwa Słowenii
- RMA – Rajdowe mistrzostwa Austrii
- RMJ – Rajdowe mistrzostwa Jugosławii